# Evergreen (Amsterdam)
Evergreen is een grafisch artistiek kunstwerk in Amsterdam-Centrum.
Het is een tweedelig kunstwerk in onderdoorgangen tussen de Haarlemmerdijk en de Nieuwe Houttuinen. Op die plek vond in de jaren tachtig een grote sanering plaats waarbij reeksen van gebouwen tegen de vlakte gingen om vervangen te worden door nieuwbouw of zoals bij nummer 80-86 en 164-168 onderdoorgangen naar de achterliggende woningen.
In de daaropvolgende jaren werden deze onderdoorgangen plaatsen voor kleine criminaliteit, zoals wildplassen en dumping zwerfafval. Kortom voor de bewoners allerlei onprettigheden. Studio VollaersZwart kwam voor beide onderdoorgangen met een oplossing die wat vriendelijkheid moest uitstralen. Het is 1996 als de dragende betonnen paalconstructies worden voorzien van plakfolie; een eenvoudige en werkende oplossing. Het plakfolie werd voorzien van een groen-zwart moirépatroon waar ogen maar moeilijk aan kunnen wennen. Bij het passeren lijken de pilaren ineens te golven. Daartegenover staan zwart-witte blokjes die op de vloer (80-86) of aan de muur (164-168) zijn bevestigd; zij hebben dat effect niet. Madje Vollaers en Pascal Zwart noemen deze vorm van kunst citydressing.
Bij de onderdoorgang bij nummer 80-86 werd het kunstwerk op de aansluitende terreinafscheiding aangevuld met gekleurde vlakken in de stijl van Piet Mondriaan.
Hun kunstwerken werden door het hele land ingezet om straatbeelden te veranderen of aangelegenheden te beïnvloeden. Ook in 2021 was het duo actief in het kader van het Eurovisiesongfestival 2021, waarbij de vlaggen van alle deelnemende landen werden omgezet tot een lang lint met daarop de teksten van winnende liedjes. In Amsterdam is voorts nog een deel van hun kunstwerk Full color (Amsterdam-Zuidoost) te vinden.

## Afbeeldingen

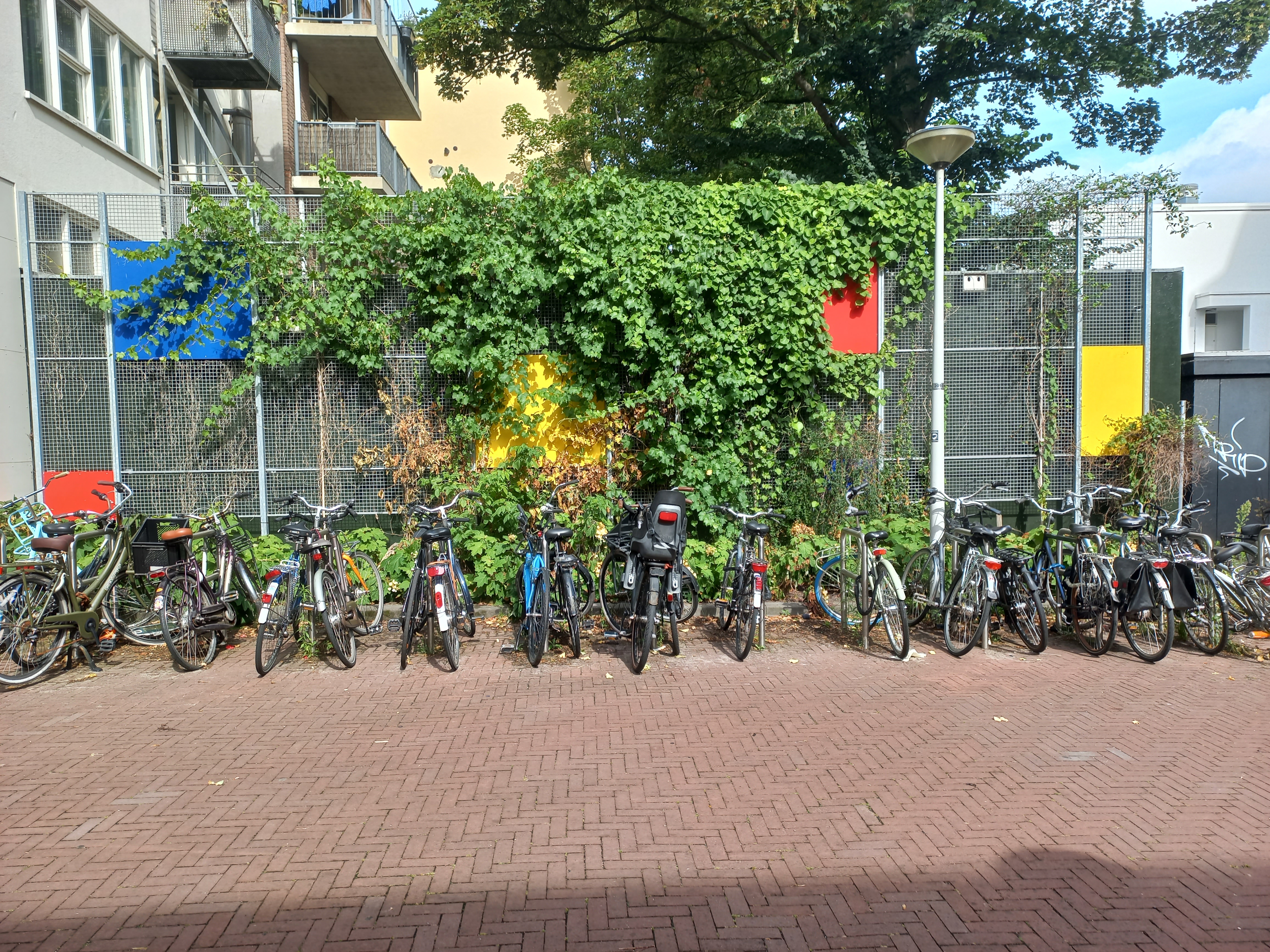
Mondriaanvlakken terreinafscheiding huisnummers 80-86 (augustus 2022)
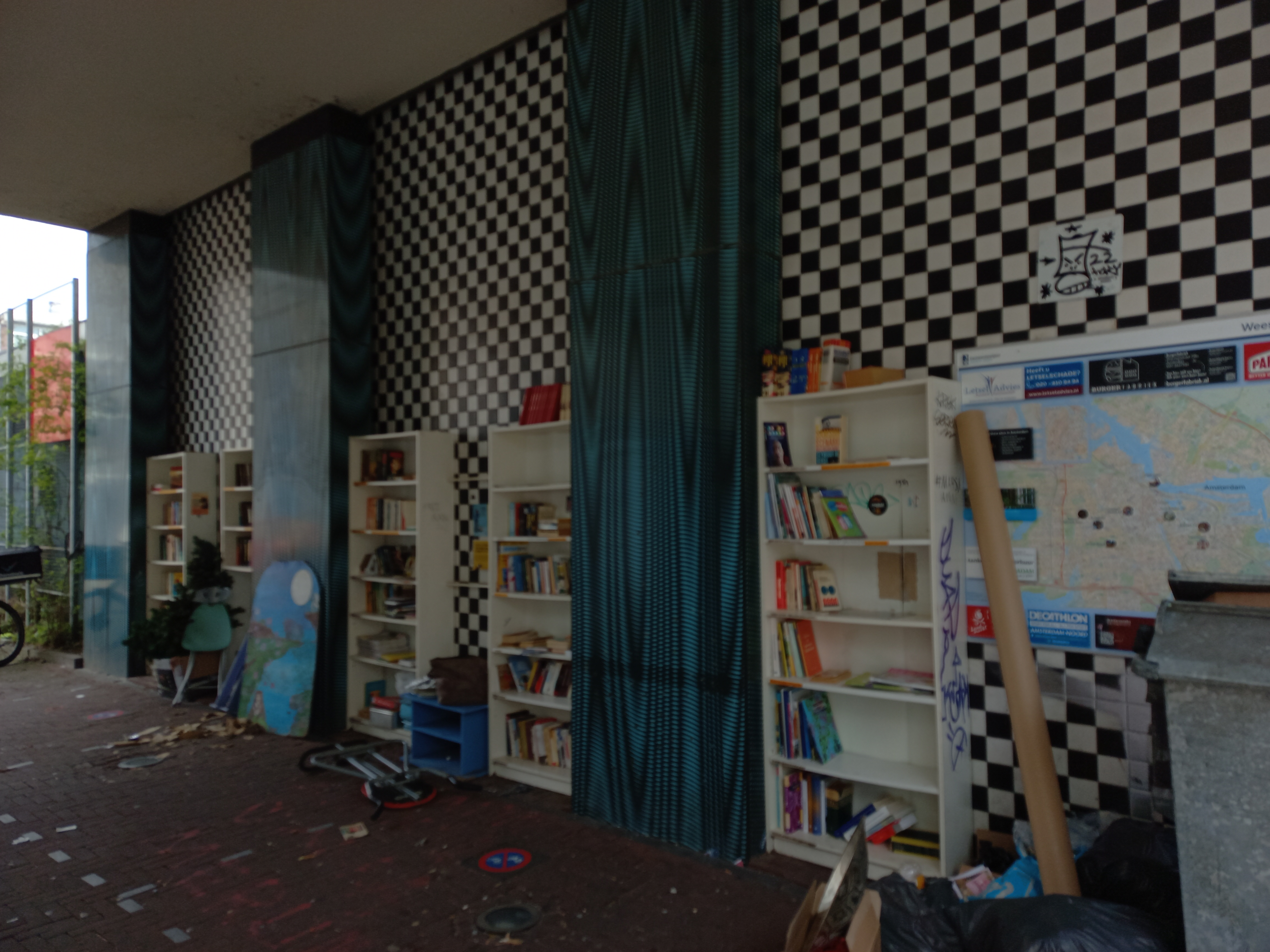
Evergreen bij huisnummers 164-168 (maart 2023)